# Robergea
Robergea är ett släkte av lavar som beskrevs av Desm.. Robergea ingår i familjen Stictidaceae, ordningen Ostropales, klassen Lecanoromycetes, divisionen sporsäcksvampar och riket svampar.
Släktet innehåller bara arten Robergea cubicularis.